# João Mário (football, 1993)
Pour le footballeur portugais, voir João Mário.
João Mário Nunes Fernandes, né le 11 octobre 1993 à Bissau, est un footballeur international bissaoguinéen. Évoluant au poste d'ailier, il joue actuellement pour le GD Chaves, dans le championnat du Portugal.

## En équipe nationale
João Mário obtient sa première sélection avec l'équipe de Guinée-Bissau lors d'un match amical face à la Guinée équatoriale, le 10 août 2011 (victoire 4-1).
En 2014, il dispute deux matchs comptant pour les éliminatoires de la Coupe d'Afrique des nations 2015 : le 18 mai face à la République centrafricaine (match nul 0-0), puis le 19 juillet contre le Botswana (défaite 2-0).
En janvier 2017, Baciro Candé, sélectionneur de l'équipe de Guinée-Bissau, le convoque dans sa liste de 23 joueurs pour disputer la Coupe d'Afrique des nations 2017.

## Statistiques
Le tableau ci-dessous récapitule les statistiques de João Mário lors de sa carrière en club :
| Saison                | Club                  | Championnat           | Championnat | Championnat | Coupe(s) nationale(s) | Coupe(s) nationale(s) | Total | Total |
| Saison                | Club                  | Division              | M.          | B.          | M.                    | B.                    | M.    | B.    |
| 2013-2014             | Atlético Lisbonne     | 2                     | 36          | 8           | 3                     | 0                     | 39    | 8     |
| 2014-2015             | GD Chaves             | 2                     | 18          | 0           | 6                     | 1                     | 24    | 1     |
| 2015-2016             | GD Chaves             | 2                     | 22          | 1           | -                     | -                     | 22    | 1     |
| 2016-2017             | GD Chaves             | 1                     | 7           | 1           | 1                     | 0                     | 8     | 1     |
| Total sur la carrière | Total sur la carrière | Total sur la carrière | 83          | 10          | 10                    | 1                     | 93    | 11    |